# Peter Kleinert (Regisseur)
Peter Kleinert (* 1947 in Weimar) ist ein deutscher Regisseur, Dozent und Dramaturg.

## Leben
Peter Kleinert wurde 1947 in Weimar geboren. Nach dem Studium der Philosophie an der Humboldt-Universität zu Berlin wurde er 1971 Regieassistent am Landestheater Halle. Hier begann seine Zusammenarbeit mit dem Regisseur Peter Schroth, mit dem er über mehrere Jahre (bis 1991) viele Theaterstücke gemeinsam inszenierte. Von 1973 bis 1977 Dramaturg und Regisseur am Theater der Bergarbeiter Senftenberg Anschließend war er bis 1983 am Theater im Palast engagiert. Es folgte eine Tätigkeit bis zum Jahr 1987 als Co-Direktor des Schauspiels am Deutschen Nationaltheater Weimar mit mehreren Inszenierungen. 1991 wurde er Professor für Angewandte Dramaturgie und Regie an der Hochschule für Schauspielkunst Ernst Busch in Berlin, an der er bereits seit seinem Weggang aus Weimar als Dozent arbeitete. 1993 wurde er bis 2013 Leiter der Abteilung Regie und des Berliner Arbeiter-Theaters (bat). Seit dieser Zeit übernahm er zusätzlich an vielen Theatern im In- und Ausland Regieaufträge und leitete Workshops u. a.an den Universitäten von Glasgow, Lyon, Utrecht, Linz, Sydney und am Mozarteum Salzburg.

## Theater (Auswahl)
- 1972: Jerzy Stefan Stawiński: Fehldiagnose – Regie mit Peter Schroth (Landestheater Halle)
- 1974: Jewgeni Gabrilowitsch/Salomon Rosen: Die zweite Hochzeit – Regie mit Peter Schroth (Theater der Bergarbeiter Senftenberg)
- 1978: Carl Sternheim: Bürger Schippel (Staatsschauspiel Dresden)
- 1979: Helmut Baierl: Rückspiele – Regie: mit Peter Schroth (Theater im Palast Berlin)
- 1980: Georg Büchner: Woyzeck – Regie: mit Peter Schroth (Staatliche Schauspielschule Berlin im Theater im Palast Berlin)
- 1980: Gabriele Bigott nach Dieter Noll: Kippenberg – Regie mit Peter Schroth (Theater im Palast Berlin)
- 1981: William Shakespeare: Romeo und Julia – Regie mit Peter Schroth (Theater im Palast Berlin)
- 1981: Bertolt Brecht: Die Ausnahme und die Regel – Regie mit Peter Schroth (Theatergruppe Campolide Amadora, Portugal)
- 1982: Eugen Eschner nach Hans Christian Andersen: Undine – Regie mit Peter Schroth (Theater der Freundschaft Berlin)
- 1983: Dario Fo/Franca Rame: Die Frau zum Wegwerfen – Regie mit Peter Schroth (Hochschule für Schauspielkunst „Ernst Busch“ im Berliner Arbeiter-Theater)
- 1983: Friedrich Schiller: Don Carlos – Regie mit Peter Schroth (Deutsches Nationaltheater Weimar)
- 1985: Anton Tschechow: Drei Schwestern (Deutsches Nationaltheater Weimar)
- 1985: Heiner Müller: Philoktet – Regie: mit Peter Schroth (Hochschule für Schauspielkunst „Ernst Busch“ im Berliner Arbeiter-Theater)
- 1985: Boris Wassiljew: Im Morgengrauen ist es noch still – Regie mit Peter Schroth (Deutsches Nationaltheater Weimar)
- 1986: Volker Braun: Nibelungen – Regie mit Peter Schroth (Deutsches Nationaltheater Weimar)
- 1986: William Shakespeare: Wie es euch gefällt – Regie mit Peter Schroth (Deutsches Nationaltheater Weimar)
- 1987: William Shakespeare: Hamlet – Regie mit Peter Schroth (Deutsches Nationaltheater Weimar)
- 1987: Volker Braun: Siegfried/Frauenprotokolle/Deutscher Furor – Regie mit Peter Schroth (Deutsches Nationaltheater Weimar)
- 1988: Edward Bond: Gerettet – Regie mit Peter Schroth (Hochschule für Schauspielkunst „Ernst Busch“ im bat-Studiotheater)
- 1989: Thomas Bernhard: Der Theatermacher – Regie mit Peter Schroth (Deutsches Theater Berlin – Kammerspiele)
- 1990: Friedrich Schiller: Die Räuber – Regie mit Peter Schroth (Hochschule für Schauspielkunst Ernst Busch bat-Studiotheaterr)
- 1991: George Tabori: Peepshow – Regie mit Peter Schroth (Hochschule für Schauspielkunst Ernst Busch im bat-Studiotheaterr)
- 2007: Lars Norén: Personenkreis 3.1 (Hochschule für Schauspielkunst Ernst Busch im bat)
- 2008: Anja Hilling: Sinn Coproduktion der Bruckner Uni Linz und des Linzer Landestheaters
- 2009: Roland Schimmelpfennig: Auf der Greifswalder Straße (Mozarteum Salzburg, Österreich)
- 2009: Bertolt Brecht: Die Dreigroschenoper (National Institute of Dramatic Art Sydney, Australien)
- 2011: Maxim Gorki: Nachtasl (Schaubühne am Lehniner Platz Berlin)
- 2011: Bertolt Brecht: Der gute Mensch von Sezuan (Philip Chosky Theatre Pittsburgh, Pennsylvania)
- 2012: Peter Weiss: Die Verfolgung und Ermordung Jean Paul Marats dargestellt durch die Schauspielgruppe des Hospizes zu Charenton unter Anleitung des Herrn de Sade (Schaubühne am Lehniner Platz Berlin)
- 2013:  Anton Tschechow: Die Möwe (Toneelgroep Amsterdam, Königreich der Niederlande) Regie Thomas Ostermeier, Mitarbeit als Dramaturg
- 2015: Erich Kästner:  Fabian – Der Gang vor die Hunde (Schaubühne am Lehniner Platz Berlin)
- 2015: Bertolt Brecht: Die heilige Johanna der Schlachthöfe (Irondale Ensemble Project New York City, Vereinigte Staaten)
- 2016: Dantons Tod (Schaubühne am Lehniner Platz Berlin)
- 2016: Bertolt Brecht: Die Mutter (Schaubühne am Lehniner Platz Berlin)
- 2016: Anton Tschechow: Die Möwe (Théâtre Vidy-Lausanne, Schweiz) Regie: Thomas Ostermeier, Mitarbeit als Dramaturg
- 2018: Dario Fo: Bezahlt wird nicht (Theater Magdeburg)
- 2018: Bertolt Brecht: Die Kleinbürgerhochzeit (Theater Magdeburg)
- 2019: Bertolt Brecht: Der kaukasische Kreidekreis (Schaubühne am Lehniner Platz Berlin)
- 2019: Bertolt Brecht A boa Alma de Seczuan. Companhia del teatro de Almada cta / Portugal
- 2022: Wiliam Shakespeare Noite des Reis Companhia del teatro de Almada cta / Portugaö
- 2023: Scott Fitzgerald - Der große Gatsby. Landestheater Schwaben Memmingen
- 2024: Sybilla Berg GRM O futuro ja era Companhia del teatro de Almada cta / Portugal

## Auszeichnungen
- 1981: Sonderpreis für hervorragende Einzelleistungen im II. Leistungsvergleich der Schauspiel- und Musikensembles der DDR für die gemeinsame Regieleistung mit Peter Schroth bei der Kippenberg-Inszenierung im Theater im Palast Berlin.[3]